# 清秀佳人 (迷你劇)

清秀佳人 (影集)（Anne of Green Gables），由加拿大廣播公司CBC電視台和Kevin Sullivan所製播的迷你影集（Miniseries），分別在1985年、1987年、2000年播出，主要內容人物改編自加拿大作家露西·莫德·蒙哥馬利（Lucy Maud Montgomery）所著的長篇小說清秀佳人系列。
1985年和1987年的兩套劇集獲得極高評價和迴響，影片拍攝所在地的美麗景點─加拿大愛德華王子島也成為旅遊熱門地點。此片男女主角在青少年時期演出前兩部劇集，十幾年後延續同一角色演出第三部；女主角梅根·法蘿（Megan Follows）並因此片而建立名聲。台灣和日本等地均曾播出此套電視影集，至今仍有相關週邊產物。

## 製播歷史
- 三部曲Anne3
  - 1985年電視影集: 清秀佳人（綠色屋頂之家的安，Anne of Green Gables），以艾凡里小鎮為背景，在加拿大當地播出獲得極高評價的四小時迷你影集，由Kevin Sullivan製作，梅根·法蘿（Megan Follows）飾演靈魂人物「安」（Anne）。
  - 1987年電視影集: 清秀佳人2（艾凡里的安，Anne of Avonlea），延續首集的熱潮而隨即製播改編的續集，著重在女主角「安」離鄉的歷程，以完結篇作為終結。
  - 2000年電視影集: 清秀佳人3（Anne of Green Gables:The Continuing Story），此套影集在眾多影迷的高度期待中製播，但敘述主角成年後、以戰爭為背景的第三部續集是另外創作的故事，和原著小說的內容並不相同。

## 1985年影集

### 故事大綱
紅髮少女安·雪莉是一個想像力豐富又能言善道的孤兒，惡劣的環境卻不容許她發揮天份；當她被領養而來到愛德華王子島的艾凡里鎮，滿心盼望能留在美麗的綠色屋頂小屋，沒想到瑪麗拉和馬修·卡斯柏兩兄妹原本要領養的是能幫忙農務的男孩，卻意外地收留了安並且開啟了故事的序章。

### 主要角色
- 安·雪莉（Anne Shirley）：梅根·法蘿（Megan Follows）飾演
- 瑪麗拉·卡斯柏（Marilla Cuthbert）：柯琳·杜赫斯特（Colleen Dewhurst）飾演
- 馬修·卡斯柏（Mathew Cuthbert）：李察·方斯渥（Richard Farnsworth）飾演
- 黛安娜·貝利（Diana Barry）：史凱勒·葛蘭特（Schuyler Grant）飾演
- 吉柏·布萊斯（Gilbert Blythe）：強納森·克倫比（Jonathan Crombie）飾演

### 獎項紀錄
1986年加拿大雙子座獎（Gemini Awards）:
- Best Dramatic Miniseries
- Best Actress in a Single Dramatic Program or Miniseries: Megan Follows
- Best Supporting Actor: Richard Farnsworth
- Best Supporting Actress: Colleen Dewhurst
- Best Writing (TV Adaptation): Kevin Sullivan and Joe Wiesenfeld
- Best Music Composition: Hagood Hardy
- Best Costume Design: Martha Mann
- Best Photography: René Ohashi
- Best Production Design/Art Direction: Carol Spier
- Most Popular Program

## 1987年影集

### 故事大綱
學業成績優異的安，離開艾凡里到遠地追求夢想，之後成為私立貴族女校的老師，遇見了許多和艾凡里小鎮完全不同的人事物。安最後選擇回到家鄉，並以艾凡里小鎮的小人物妹妹妹妹妹案

### 主要角色
- 安·雪莉（Anne Shirley）：梅根·法蘿（Megan Follows）飾演
- 瑪麗拉·卡斯柏（Marilla Cuthbert）：柯琳·杜赫斯特（Colleen Dewhurst）飾演
- 哈里斯小姐（Mrs. Harris）：溫蒂·希勒（Wendy Hiller）飾演
- 摩根·哈里斯（Morgan Harris）：法蘭克·康佛斯（Frank Converse）飾演
- 吉柏·布萊斯（Gilbert Blythe）：強納森·克倫比（Jonathan Crombie）飾演
- 黛安娜·貝利（Diana Barry）：史凱勒·葛蘭特（Schuyler Grant）飾演

## 2000年影集

### 故事大綱
歐洲大戰爆發，已經當醫生的吉柏選擇從軍，而後和家鄉失去聯絡，安也接著擔任戰地護士，並藉此四處尋找吉柏。 

### 主要角色
- 安·雪莉（Anne Shirley）：梅根·法蘿（Megan Follows）飾演
- 吉柏·布萊斯（Gilbert Blythe）：強納森·克倫比（Jonathan Crombie）飾演
- 黛安娜·貝利（Diana Barry）：史凱勒·葛蘭特（Schuyler Grant）飾演

## 影音發行
- 台灣電視公司於1991年5月18日～6月8日期間，在「台視午夜場」深夜影集時段首次播出第一部和第二部影集，台視文化公司配合發行中文小說版。
- 台灣公共電視台取得三部曲播映權和代理發行DVD。